# Mäntyharjun reitin kosket
Mäntyharjun reitin kosket este o arie protejată (arie specială de conservare — SAC, sit de importanță comunitară — SCI) din Finlanda întinsă pe o suprafață de 37 ha, integral pe uscat.

## Localizare
Centrul sitului Mäntyharjun reitin kosket este situat la coordonatele 61°33′57″N 26°42′34″E / 61.5658°N 26.7094°E.

## Înființare
Situl Mäntyharjun reitin kosket a fost declarat sit de importanță comunitară în august 1998 pentru a proteja 1 specie de animale. Situl a fost protejat și ca arie specială de conservare în aprilie 2015.

## Biodiversitate
Situată în ecoregiunea boreală, aria protejată conține 4 habitate naturale: Râuri naturale fino-scandinave, Taiga vestică, Păduri fino-scandinave bogate în ierburi cu Picea abies, Păduri caducifoliate de mlaștină fino-scandinave.
La baza desemnării sitului se află o specie protejată de  mamifere: vidră de râu (Lutra lutra).
Pe lângă speciile protejate, pe teritoriul sitului au mai fost identificate 1 specie de păsări, 1 specie de nevertebrate, 2 specii de pești.